# Ned Zelić
Ned Zelić (* 4. červenec 1971, Sydney, Austrálie) je bývalý australský fotbalista.

## Reprezentace
Ned Zelić odehrál 32 reprezentačních utkání. S australskou reprezentací se zúčastnil Konfederačního poháru FIFA 1997.

## Statistiky
| Austrálie | Austrálie | Austrálie |
| Roky      | Záp.      | Góly      |
| --------- | --------- | --------- |
| 1991      | 3         | 0         |
| 1992      | 5         | 0         |
| 1993      | 5         | 1         |
| 1994      | 2         | 0         |
| 1995      | 3         | 0         |
| 1996      | 0         | 0         |
| 1997      | 14        | 2         |
| Celkem    | 32        | 3         |